# Richard Koll
Richard Koll (Coblença, 7 de abril de 1897 — Berlim, 13 de maio de 1963) foi um oficial do Exército Alemão, combatendo nas duas guerras mundiais.

## Biografia
Richard Koll foi um cadete no início da Primeira Guerra Mundial, chegando na patente de Leutnant no mesmo ano. Permaneceu no Exército no período de entre-guerras.
No início da Segunda Guerra Mundial, possuía a patente de Oberstleutnant, estando no comando do ll./Pz.Rgt. 11. e em seguida o Pz.Rgt. 11 (1 de janeiro de 1940). Foi promovido para Oberst no dia 1 de dezembro de 1940, Generalmajor no dia 1 de agosto de 1943 e Generalleutnant
no dia 1 de janeiro de 1945. Comandou a 1ª Divisão Panzer. Foi condecorado com a Cruz de Cavaleiro da Cruz de Ferro.

## Patentes
- Cadete - 1914
- Leutnant - 1914
- Oberstleutnant - setembro de 1939
- Oberst - 1 de dezembro de 1940
- Generalmajor - 1 de agosto de 1943
- Generalleutnant - 1 de janeiro de 1945[1]

## Condecorações
- Cruz de Ferro (1914) 2ª Classe
- Cruz de Ferro (1914) 1ª Classe
- Cruz de Ferro (1939) 2ª Classe
- Cruz de Ferro (1939) 1ª Classe
- Cruz de Cavaleiro da Cruz de Ferro - 15 de julho de 1941[1][4]